# Kloster Gunda Gunde
Koordinaten: 14° 22′ 58″ N, 39° 44′ 7″ O
Das Kloster Gunda Gunde (ገዳም ጉንዳ ጉንዶ Gädam gunida gunido) ist ein Kloster der Äthiopisch-Orthodoxen Tewahedo-Kirche und liegt im Norden Äthiopiens, südlich von Adigrat im Osten der Region Tigray. Es ist als Entstehungs- und Aufbewahrungsort zahlreicher wertvoller Ge’ez-Handschriften bekannt.

## Geschichte

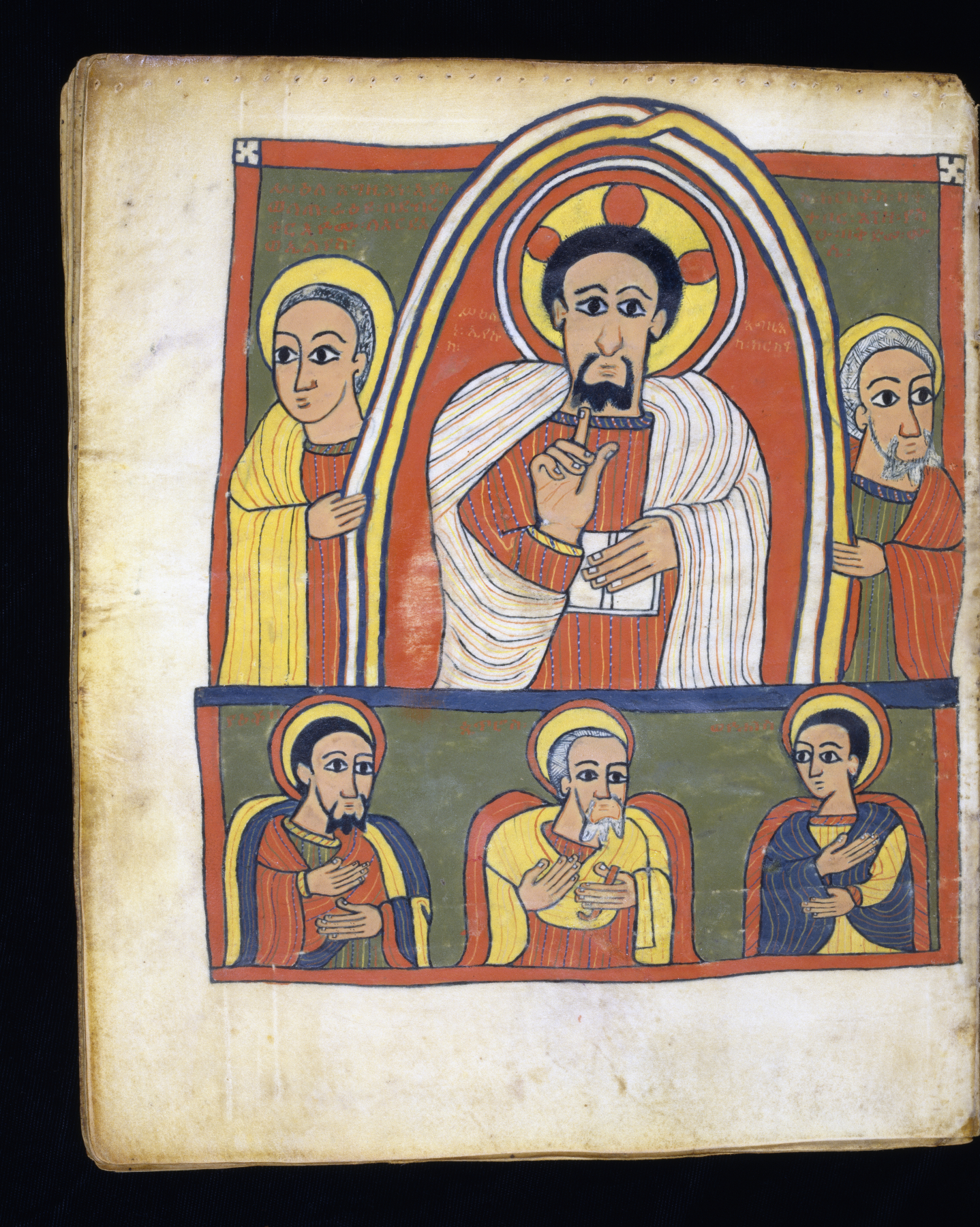
Darstellung der Verklärung im Gunda-Gunde-Evangeliar, ein Beispiel für den Gunda-Gunde-Stil der Buchmalerei

Das Kloster wurde Ende des 14. oder Anfang des 15. Jahrhunderts als Zufluchtsort von Eustathianern gegründet. Diese Bewegung, die auf den Heiligen Eustathius (ኤዎስጣቴዎስ Ewostatewos) von Äthiopien (1273–1352) zurückging, zeichnete sich unter anderem durch die Beobachtung des Sabbats aus. Nach einer Legende, die Justinus de Jacobis berichtet, hätten die Mönche sich bei den Bewohnern der Gegend beliebt gemacht, weil sie durch ihre Gebete einen Drachen gezähmt hätten, dem zuvor Menschenopfer dargebracht worden seien. Der erste historisch bezeugte Abt war Estifãnos († 1438), dessen Anhänger, die Stefaniten, längere Zeit in Opposition zur offiziellen Kirche standen. Seit Abt Gabra Masih I. (1475–1520) wurden die Stefaniten aber von der Großkirche als orthodox akzeptiert. Während der Feldzüge des Ahmad Guray im 16. Jahrhundert, denen viele Kirchen und Klöster der Äthiopischen Kirche zum Opfer fielen, blieb Gunda Gunde verschont. Wahrscheinlich wurden in dieser Zeit Handschriften aus anderen Klöstern hierher gebracht – das könnte jedenfalls erklären, warum sich in Gunda Gunde zahlreiche Handschriften finden, die älter als das Kloster sind. In der Mitte des 19. Jahrhunderts, als Justinus de Jacobis das Kloster besuchte, standen der Abt und die Mönche des Klosters zeitweise Unionsbestrebungen nahe, das Kloster blieb aber bei der orthodoxen Tewahedo-Kirche. Eine Liste der Äbte von Estifãnos bis zu Gabra Masih III. († 1844) teilt Antonio Mordini nach einer Handschrift des Klosters mit.

## Lage, Gebäude und Bibliothek

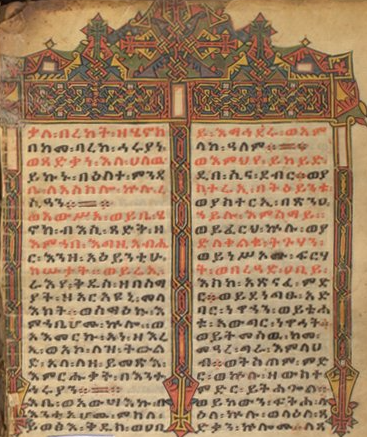
Beginn des 1. Henochbuches in der Handschrift Gunda Gunde 151

Das Kloster, das mehrere Kilometer von der nächsten Ortschaft entfernt ist, liegt am Fuße eines 1450 m hohen Bergmassivs. Es nimmt eine annähernd ovale Fläche ein und ist etwa 250 m lang und 150 m breit. Die meisten Gebäude dienen als Wohnhäuser für die Mönche. Die Hauptkirche (dabra garzēn) mit annähernd rechteckigem Grundriss steht im Zentrum des Geländes, in der Mitte eines großen, ummauerten Platzes. Im Allerheiligsten dieser Kirche fand Mordini die Schätze dieses Klosters: Eine beeindruckende Sammlung von Handschriften, die er erstmals provisorisch katalogisierte.
Die Handschriften des Klosters wurden 2006 durch die Universität Toronto digitalisiert, nachdem eine internationale Kooperation von Michael Gervers (Universität Toronto), Ewa Balicka-Witakowska (Universität Uppsala), Jan Retsö (Universität Göteborg) und Denis Nosnitsin (Universität Hamburg) dies ermöglicht hatte.
Die früher für die Forschung nicht zugänglichen Handschriften von Gunda Gunde können seitdem für Publikationen herangezogen werden. So verwendet Mirjam Judith Bokhorst in ihrer Edition von 1. Henoch 14–16 erstmals die Handschrift Gunda Gunde 151, eine der bedeutendsten Henoch-Handschriften, und zwei weitere aus Gunda Gunde stammende, jetzt in Parma sowie in einer privaten amerikanischen Sammlung befindliche Handschriften.